# Fáy Albert
Fáy Albert (Bodolló, Abaúj vármegye, 1821. február 27. – Budapest, 1892. június 16.) festőművész, mérnök.

## Életútja
Fáy Péter császári és király kapitány és gróf Beleznay Zsuzsanna fiaként született, 1821. március 2-án keresztelték. Bécsben végezte művészeti tanulmányait, majd az 1840-es években Kassán, az 1850-es évektől pedig Pesten dolgozott. 
1850-ben november 18-án Kiss Bálint ajánlotta be, hogy a Magyar Nemzeti Múzeum másolóteremében dolgozhasson. 1861-ben a Hölgyfutár folyóirat szemlézte a Pesti Napló írását, melyben egy pártolásra méltó fiatal festészt, aki Teleki Lászlóról és Palóczy Lászlóról festett nagy arcképeket, melyeket a „Zrinyi“ kávéházban állítottak ki. 1872-től tagja volt az országos képzőművészeti társulatnak.
Ő készítette az óbuda-újlaki Sarlósboldogasszony templom keresztúti képeit. Számos történelmi témájú képe megtalálható a kassai múzeumban, valamint a Magyar Történelmi Képcsarnokban is.
Első felesége Bornig Róza volt. Második felesége a nála tíz évvel fiatalabb Lévay Johanna (Janka) volt, Grellinger Ádám özvegye, akivel 1876. április 26-án a budavári római katolikus templomban kötött házasságot.
71 éves korában hunyt el, Budapest I. kerületében, a Döbrentei utca 24. szám alatt. Halálát tüdőgümő okozta. 